# Франческа Хейг
Франческа Хейг (на английски: Francesca Haig) е австралийска поетеса и писателка на произведения в жанра научна фантастика.

## Биография и творчество
Франческа Хейг е родена на 19 юли 1981 г. в Тасмания, Австралия. Израства в Хобарт. Завършва гимназия „Фахан“. Получава бакалавърска степен по творческо писане и докторска степен от университета в Мелбърн.
След дипломирането си работи като преподавател в университета в Мелбърн, а от 2007 г. работи шест години като старши преподавател по английска филология и творческо писане в университета в Честър.
Публикува статии на теми, вариращи от псевдознание до Шекспир, като нейна на област на изследване е етиката и поетиката на съвременния исторически роман, и е специализирана в литературата на Холокоста.
Пише поезия, която е публикувана в литературни списания и антологии в Австралия и Англия, като „Overland“, „Famous Reporter“ и „Blue Dog“. Първият ѝ поетичен сборник „Водни тела“ е публикуван през 2006 г. Отличена е наградата „Ан Елдър“ за най-добър първи поетичен сборник. Участва в множество поетични форуми, фестивали и конференции. През През 2010 г. е наградена със стипендия „Хоутъндън“.
Първият ѝ дистопичен роман „Огненото слово“ от едноименната пост-апокалиптична поредица е публикуван през 2015 г. След ядрена катастрофа в бъдещето, погубила цивилизацията и природата, и последиците от радиоактивното въздействие, по необяснима причина всеки човек се ражда близнак. Еединият, алфа, е физически идеален, а другият, омега, е обременен с някаква уродливост. Но природата е определила тяхната връзка като неразривна и ако единият близнак умре то го последва и другият. Зак е алфа и придобива власт във върховния съвет, а Кас е омега обременена с психическо прогнозиране, но мечтае за равенство на близнаците. Романът е преведен на повече от 20 езика по света, а филмовите права са закупени от „DreamWorks“.
Франческа Хейг живее със семейството си в Лондон.

## Произведения

### Серия „Огненото слово“ (Fire Sermon)
1. The Fire Sermon (2015)
Огненото слово, изд.: „Артлайн Студиос“, София (2016), прев. Майре Буюклиева
2. The Map of Bones (2016)
3. The Forever Ship (2017)

### Поезия
- Bodies of Water (2006)

### Разкази
- The Day the Words Took Shape (2014)